# Annie Londonderry
Annie Cohen Kopchovsky dite Annie Londonderry (1870–1947) est une aventurière américaine et la première femme à faire le tour du monde à bicyclette. Indépendante et émancipée, elle relève le défi à la suite d'un pari, mais surtout dans une optique féministe, afin de prouver que les femmes étaient tout aussi valeureuses et intrépides que les hommes, à une époque où celles-ci n'avaient pas encore obtenu le droit de vote.

## Biographie
Annie Cohen Kopchovsky est une fille d’émigrants juifs originaires de Riga en Lettonie. Sa date et son lieu de naissance ne sont pas connus. Néanmoins, on pense qu'elle aurait émigré avec sa famille à Boston au milieu des années 1870. Elle s'est mariée à l'âge de 18 ans avec Max Kopchovsky, un Juif lui-même colporteur. En 1894, au moment de son départ pour le tour du monde, elle exerce un emploi de commerciale et vend des encarts de publicités pour plusieurs journaux de Boston. Elle est aussi la mère de trois enfants en bas âge. Elle donne naissance à un quatrième enfant après son tour du monde.

## Tour du monde à vélo
Le 25 juin 1894, à Boston devant les marches du palais du gouvernement de l’État du Massachusetts, Annie Cohen Kopchovsky, sans un centime en poche, avec pour tout bagage quelques vêtements de rechange et un revolver à manche de nacre, déclara devant une foule d’environ 500 personnes venues l’encourager, qu’elle est sur le point de partir pour faire le tour du monde sur sa bicyclette Columbia.
À l’origine de la folle entreprise (du moins aux yeux de ses contemporains), il y a une sorte de pari : Annie avait parié 20 000 $ contre 10 000 $ qu'une femme pouvait voyager autour du monde à vélo. Le défi lui offre en outre la perspective de gagner 5 000 dollars au cours de son périple. Dans les termes du pari, elle doit prouver sa capacité à se débrouiller seule en terre étrangère. De plus, Annie Cohen Kopchovsky signe un contrat avec la Londonderry Lithia Spring Water Company, une entreprise américaine commercialisant de l’eau de source, qui lui permet de gagner 100 $ à la condition qu'elle porte un panneau publicitaire au nom de la société sur son vélo. Afin d'augmenter ses gains, Annie accepte de prendre un nom d'emprunt le temps du périple, et se rebaptise Annie « Londonderry », du nom de son sponsor. Il faut dire qu'à partir de la deuxième moitié du XIXe siècle, les tours du monde sont mis à profit par les entreprises comme l'occasion d'une opération de promotion publicitaire de grande envergure.
Avant de partir, Annie Cohen Kopchovsky pratiquait très peu la bicyclette. Elle laisse derrière elle mari et enfants pour mener son aventure, dans une époque où les femmes sont cantonnées à la sphère familiale et ont très peu de liberté. La pratique du vélo participe d'ailleurs de leur émancipation, comme le note la féministe Susan B. Anthony. Cinq ans auparavant, l'Américaine Nellie Bly avait réalisé un tour du monde en solitaire et en 72 jours afin de battre Phileas Fogg, le héros du Tour du monde en quatre-vingts jours de Jules Verne. De même, à l'apogée de la popularité de la bicyclette et du succès de ce genre de projet de voyage, Annie acquiert la célébrité.
À ce que l'on sait, au départ de Boston, elle se rend à New York sur un vélo de femme Columbia, à pignon fixe et pesant environ 20 kg, vêtue du vêtement féminin d'usage, une robe longue. Dès cette première étape, elle opte pour un pantalon bouffant féminin d'athlétisme, un bloomer, et se procure une bicyclette masculine plus légère et maniable, de la marque anglaise Sterling. Ce changement de tenue lui vaut des critiques misogynes. Ensuite elle se dirige vers Chicago, mais l'hiver s'annonce déjà et il est trop tard pour traverser les montagnes à l'Ouest. Elle décide donc de changer d'itinéraire et s'embarque pour Le Havre. De là, elle se rend à Paris puis à Marseille, où elle prend un bateau pour Alexandrie. Selon Peter Zheutlin, plus d’un millier de personnes se regroupent sur le quai marseillais pour l'acclamer à son départ. Les étapes suivantes de son périple sont Colombo, Singapour, Saïgon, Hong Kong, Shanghai et Nagasaki. En mars 1895, Annie Londonderry arrive à San Francisco à bord d’un bateau à vapeur belge. De San Francisco, Annie prend la direction de Los Angeles, puis traverse l'Arizona et le Nouveau-Mexique et arrive à El Paso à la fin du mois de juillet 1895. Tout au long du parcours, elle donne des conférences pour raconter son périple. Elle atteint Chicago, terme de son voyage, le 12 septembre 1895.
Elle aura donc effectué son tour du monde en quinze mois, gagnant son pari et acquérant une notoriété. Le 20 octobre 1895 le New York World avait déclaré qu'il s'agissait « du voyage le plus extraordinaire jamais entrepris par une femme ».

### Étapes du tour du monde
Étapes du tour du monde :
- 25 juin 1894 - Boston (Massachusetts)
  - Providence (Rhode Island)
  - New York (New York)
  - Albany (New York)
  - Syracuse (New York)
  - Rochester (New York)
  - Buffalo (New York)
  - Cleveland (Ohio)
- 24 septembre 1894 - Chicago (Illinois)
  - Same route back to New York
- 24 novembre 1894 - New York (New York)
- 3 décembre 1894 - Le Havre (France)
  - Paris (France)
  - Lyon et Valence (France)
  - Marseille (France)
  - Alexandrie et Port-Saïd (Égypte)
  - Jérusalem (Israël)
  - Aden (Yémen)
  - Colombo (Sri Lanka)
  - Singapour
  - Saïgon (Vietnam)
  - Hong Kong et Port-Arthur (Chine)
  - Corée à Vladivostok (Russie) (unconfirmed)
- 9 mars 1895 - Nagasaki et Yokohama (Japon)
- 23 mars 1895 - San Francisco (Californie)
  - Stockton (Californie)
  - San José (Californie)
  - San Luis Obispo
  - Santa Barbara (Californie)
  - Los Angeles (Californie)
  - San Bernardino (Californie)
  - Riverside (Californie)
  - Indio (Californie)
  - Yuma (Arizona)
  - Phoenix (Arizona)
  - Tucson
  - Deming (Nouveau-Mexique)
  - El Paso (Texas)
  - Albuquerque
  - Santa Fe (Nouveau-Mexique)
  - Las Vegas (Nouveau-Mexique)
  - Raton (Nouveau-Mexique)
  - Raton Pass (en)
  - Trinidad (Colorado)
  - La Junta (Colorado)
  - Colorado Springs
- 12 août 1895 - Denver (Colorado)
  - Cheyenne (Wyoming)
  - Train through Nebraska
  - Fremont (Nebraska)
  - Omaha (Nebraska)
  - Missouri Valley (Iowa)
  - Ames (Iowa)
  - Tama (Iowa)
  - Cedar Rapids (Iowa)
  - Clinton (Iowa)
  - Rochelle (Illinois)
- 12 septembre 1895 - Chicago (Illinois)
- 24 septembre 1895 - Boston (Massachusetts)

## Retombées de l'exploit

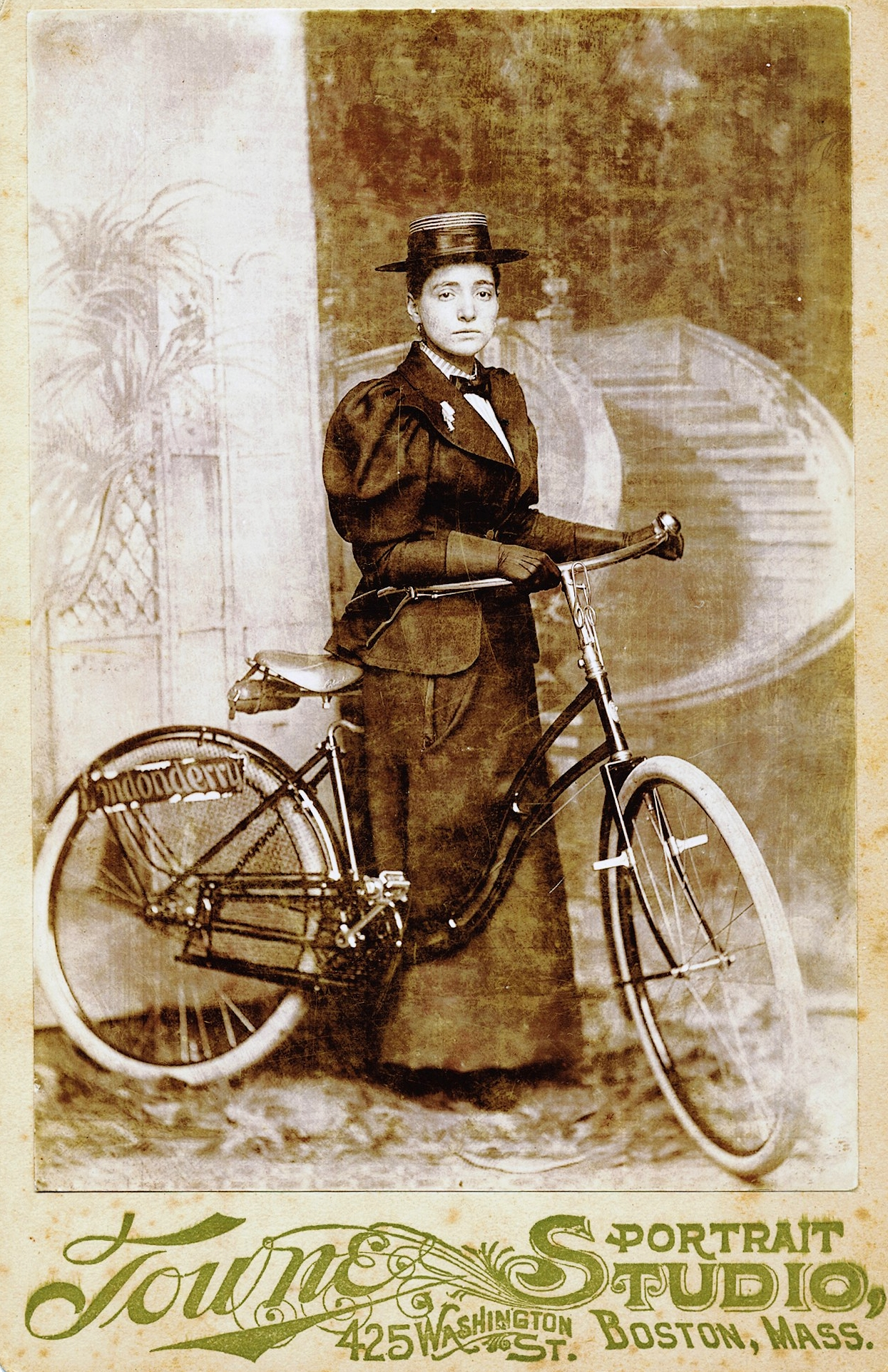
Annie Londonderry après son tour du monde.

À son retour, pour profiter des retombées de son succès, elle s'installe avec sa famille à New York, donne des conférences et écrit des récits de voyage dans New York World, signant « The New Woman ». Elle devient pour un temps le porte-drapeau du mouvement féministe, affirmant, en prenant son exploit pour preuve, qu'une femme pouvait faire tout ce qu'un homme était capable d'accomplir.
Au-delà de l'exploit humain et sportif, Annie Cohen Kopchovsky avait aussi pour objectif de tirer un profit financier de son tour du monde, en menant notamment une opération de communication. Elle réussit notamment à multiplier les espaces publicitaires sur sa bicyclette. C'est la raison pour laquelle elle donne de nombreuses conférences tout au long de son voyage et après. Elle monnaye ses apparitions et vend aussi son portrait aux curieux. Toutefois, s'apercevant que l'intérêt du public risque de s'émousser, elle décide d'épicer ses aventures en y ajoutant des anecdotes inventées de toutes pièces. Par exemple, elle racontera que, prise dans la guerre sino-japonaise de 1895, elle aurait traversé le front, serait tombée dans une rivière gelée, puis aurait été touchée par une balle à l'épaule avant d’être jetée dans une prison japonaise. Elle modifie aussi sa biographie se présentant successivement comme orpheline, riche héritière, comptable, étudiante en médecine à Harvard ou encore avocate. Malgré tout, une fois revenue à sa vie de mère de famille, pour laquelle elle abandonne une carrière naissante dans le journalisme, Annie Londonderry sombre assez rapidement dans l'oubli, jusqu'à sa mort, en 1947.
De nos jours, l'exploit d'Annie Londonderry demeure peu connu. Toutefois, en 2007, Peter Zheutlin, arrière-petit-neveu d’Annie Cohen Kopchovsky, a publié une biographie de son ancêtre intitulée Around the World on Two Wheels: Annie Londonderry's Extraordinary Ride. Par ailleurs, en 2011, Evalyn Parry a monté la comédie musicale SPIN, inspirée de l'histoire d'Annie Londonderry. Il existe aussi un documentaire sur l'histoire de cette globe-trotteuse intitulé The New Woman - Annie "Londonderry" Kopchovsky et réalisé en 2013.